# Eva Lys
Eva Lys (Hamburgo, 12 de enero de 2002) es una jugadora de tenis alemana.
Lys ha ganado 3 títulos individuales en el ITF. En julio de 2024, alcanzó su mejor ranking individual el 19 de mayo de 2025 cuando se ubicó como la número 59 del mundo. En noviembre de 2022, alcanzó el puesto número 768 del mundo en el ranking de dobles.
Lys hizo debut en Grand Slam en individual en el Abierto de Australia 2023, luego de pasar la clasificación.

## Carrera

### 2020: Clasificación para el Grand Slam
Como junior participó en el Abierto de Australia , ganando en la clasificación pero perdiendo en la primera ronda.

### 2021: Debut en dobles del WTA Tour
Lys hizo su debut en el cuadro principal del WTA Tour en el Torneo de Hamburgo cuando recibió una wild card para el cuadro de dobles, haciendo pareja con Noma Noha Akugue . Perdieron ante Mona Barthel y Mandy Minella en la primera ronda. 

### 2022: Debut en individuales del WTA Tour
Lys hizo su debut en individuales del WTA Tour en el Porsche Tennis Grand Prix en Stuttgart , tras superar la fase de clasificación.  Venció a Viktorija Golubic en la primera ronda,  antes de perder ante la número uno del mundo, Iga Świątek, en los 8vos de final por doble 6-1. 

### 2023-2024: debut en torneos Major y WTA 1000 y primera victoria, tres  semifinales WTA
Lys hizo su debut en un Grand Slam en el Abierto de Australia de 2023,  perdiendo en la primera ronda ante Cristina Bucșa en tres sets.
Tras clasificarse para el cuadro principal, registró su primera victoria de Grand Slam en el US Open de 2023 en su debut allí contra la wildcard Robin Montgomery .  Perdió en la segunda ronda ante Lucia Bronzetti. 
Lys alcanzó su primera semifinal del WTA Tour en el Transylvania Open 2023 en Cluj, Rumania,  pero perdió ante la eventual campeona, su compatriota alemana Tamara Korpatsch. 
En julio, se clasificó para el Campeonato de Wimbledon 2024, haciendo su debut en este Grand Slam, tras derrotar en la clasificación Raluca Șerban, Séléna Janicijevic y Amanda Anisimova a aunque cayó en la primera ronda ante Clara Burel en set corridos por 6-2, 6-4.  A mediados de julio, Lys alcanzó su segunda semifinal del WTA Tour en el Torneo de Budapest debutando con victorias sobre la sexta cabeza de serie Nadia Podoroska por 63, 6-0, en la siguiente ronda derrotó Bernarda Pera que se retiró en el segundo set y finalmente Rebecca Šramková en los cuartos de final en tres set  antes de perder ante la cabeza de serie número uno Diana Shnaider por 3-6, 3-6.  Como resultado, alcanzó un nuevo ranking de individuales WTA más alto de su carrera en el puesto número 108 del mundo el 22 de julio de 2024. 
Ocupando el puesto número 113 también se clasificó para el cuadro principal del Abierto de Estados Unidos 2024 por segundo año consecutivo luego de derrotar a Gabriela Andrea Knutson, Olivia Gadecki, Lily Miyazaki, perdiendo en la primera ronda en un ajustado partido de tres sets ante Marie Bouzková.
En el Torneo de Monastir, en Túnez Lys alcanzó las semifinales, tras derrotar a Lesia Tsurenko en su debut por 6-3, 7-5, luego derrotó a la máxima cabeza de serie y dos veces campeona defensora Elise Mertens en tres set, logrando así su cuarta victoria ante una top 50, tras una remontada de 1-6, 0-2 15-40 para ganar en tres sets por 6-1, 2-6, 6-7(4-7).  A continuación, derrotó a Zeynep Sönmez por 7-5, 6-3 para alcanzar su tercera semifinal del WTA Tour,  que perdió ante Sonay Kartal cuando se retiró debido a una enfermedad, mientras perdía en el primer set.  Como resultado, alcanzó el puesto número 105 en el ranking de individuales, el 23 de septiembre de 2024 siendo el más alto en su carrera.

## Vida personal
Nació en Kiev, Ucrania y se mudó a Alemania a la edad de 2 años. Su padre Vladimir es un exjugador de tenis que fue miembro del equipo de Copa Davis de Ucrania, y actualmente es entrenador en Hamburgo. La hermana mayor de Lys, Lisa Matviyenko, también es tenista.Fue a la escuela en el Sportgymnasium Alter Teichweg en Hamburgo, de donde también se graduaron Marvin Möller y Carina Witthöft. Todavía tiene familia en Ucrania, y después de la invasión rusa de Ucrania en 2022, se quejó del comportamiento "irrespetuoso" de algunos jugadores rusos.